# Стонборо-Витгенштейн, Маргарита
Маргарита Анна Мария Стонборо-Витгенштейн (нем. Margarethe Anna Maria Stonborough-Wittgenstein; 19 сентября 1882[…], Вена — 27 сентября 1958[…], Вена) — младшая дочь сталелитейного магната Карла Витгенштейна, сестра философа Людвига Витгенштейна и пианиста Пауля Витгенштейна и заказчица дома Витгенштейнов в Вене. Модель известного портрета кисти Густава Климта из Новой пинакотеки.

## Биография
Маргарита Витгенштейн происходила из ассимилированного и конвертированного семейства Витгенштейнов, представителей венской крупной буржуазии. Она была пятой из восьми детей в семье. В авторитарной семье, где отец оказывал серьёзное давление на сыновей, Маргарита выросла многогранно талантливой, необычной и сильной личностью. Маргарита увлекалась математикой и психоанализом, работала в химической лаборатории в Цюрихе, рисовала на пленэре, была салоньеркой и оказывала значительное влияние на младшего брата Людвига.
В 1904 году отец Карл Витгенштейн заказал Густаву Климту портрет 23-летней дочери. По общему мнению всех, знавших Маргариту, портрет художнику не удался, он так и не смог уловить характер модели. Карлу Витгенштейну портрет не понравился, и в доме Витгенштейнов его вскоре убрали с глаз долой, затем он был продан и в конечном итоге после долгого пути с несколькими пересадками оказался в Новой пинакотеке в Мюнхене.
7 января 1905 года Маргарита Витгенштейн вышла замуж за нью-йоркского фабриканта Джерома Стонборо и переехала с ним в Берлин. В 1913 году супруги Стонборо приобрели в Гмундене виллу Тоскана, в 1923 году развелись. В июне 1938 года Джером Стонборо покончил жизнь самоубийством.
В 1926—1928 годах в Вене по заказу Маргариты Стонборо-Витгенштейн был построен аскетичный кубистический городской дворец по проекту архитектора Пауля Энгельмана, ученика Адольфа Лооса, и при значительном участии Людвига Витгенштейна. В 1940 году Маргарита эмигрировала в США, после Второй мировой войны вернулась в Австрию и сумела вернуть себе значительную часть конфискованного национал-социалистами имущества. Маргарита Стонборо-Витгенштейн похоронена на городском кладбище в Гмундене.